# 罨法
罨法（あんぽう、poultice）は、漢方医学の治療法の一つでもあり、身体の一部を温めたり冷やしたりして病状の好転を図る治療方法のこと。基礎看護技術の一つ。「罨」という字には「おおう」「かぶせる」という意味があり、布などを使って局所をおおったりすることからこの表現が使われてる。温める場合は「温罨法」といい、冷やす場合は「冷罨法」という。
通常は医師の指示によって行われるものだが、医師の指示を仰がずに看護師の判断によって実施することもできる。

## 罨法の原則
- 罨法の選択 - 発熱の原因疾患、障害、高体温・低体温の別。炎症の有無、悪寒の有無などにより、温罨法、冷罨法のどちらを使うのかを慎重に検討。
- 罨法の部位や場所の選択 - どの部位で効果が期待できるか、また温罨法では、湯たんぽ、カイロなどを長時間使用して火傷になることもあるので、直接皮膚に接触しないように注意。
- その他 - 容器の点検、内容物の準備、カバー、貼用後の観察。取替[2]。

## 温罨法
温罨法（hot compress）を行うと、血管が拡張されるため血液やリンパ液の循環がよくなり、細胞の新陳代謝も期待できる。効果としては、痛みを和らげたり、腸の蠕動（ぜんどう）運動が改善されて排便を促すことができる。さらに、入眠促進、リラクゼーションのほか、体温が下がっている場合には保温の効果もある。
温罨法は大きく「湿性温罨法」と「乾性温罨法」の2種類に分かれ、湿性温罨法はタオルや布にお湯を浸して患部を温めるものから、温湿布、温パップなどを使う。乾性温罨法は、湯たんぽ、カイロ、電気毛布、電気あんかなどを使って温める。湯たんぽは、横にしておいてお湯を注ぐ。3分の2くらいまで、お湯は60°C。出血傾向、知覚の麻痺、消化管穿孔などがあるときや、身体が衰弱しているときは控えること。

## 冷罨法
冷罨法（cold compress）を行うと、温罨法と逆に、血管が収縮し、血液とリンパ液の循環が抑えられる。それによって組織の代謝も減少し細胞の活動も抑制されるので、細菌の増殖を抑えることが出来る。つまり炎症を抑え、発熱の場合は、解熱目的に使える。主に使われるのは、氷のう、氷枕、冷湿布、冷やしタオルなど。神経痛の場合は、症状を悪化させることもあるので罨法は控える。